# Draft de la NBA Development League de 2006
El Draft de la NBA Development League de 2006 se celebró el día 2 de noviembre de 2006. Constó de 10 rondas.

## Selecciones del draft
| PG | Base | SG | Escolta | SF | Alero | PF | Ala Pívot | C | Pívot |

| ^ | Denota jugador que ha sido seleccionado para algún All-Star Game de la NBA Development League                                              |
| * | Denota jugador que ha sido seleccionado para algún All-Star Game de la NBA Development League) y fue también elegido en un Draft de la NBA |
| † | Denota jugador que ha sido seleccionado para el Draft de la NBA                                                                            |

### Primera ronda
| Pick | Jugador                | Pos.  | Nacionalidad   | Equipo                  | Universidad / Club             |
| ---- | ---------------------- | ----- | -------------- | ----------------------- | ------------------------------ |
| 1    | Corsley Edwards†       | C-PF  | Estados Unidos | Anaheim Arsenal         | CB Granada (España)            |
| 2    | Andre Brown            | C-PF  | Estados Unidos | Sioux Falls Skyforce    | Incheon ET Land Elephants      |
| 3    | Mike Harris            | SF    | Estados Unidos | Colorado 14ers          | Rice                           |
| 4    | Kevin Burleson         | PG    | Estados Unidos | Fort Worth Flyers       | Charlotte Bobcats              |
| 5    | Justin Williams        | PF-C  | Estados Unidos | Dakota Wizards          | Wyoming                        |
| 6    | Matt Haryasz           | C-PF  | Estados Unidos | Arkansas RimRockers     | Stanford                       |
| 7    | Devin Green            | SG-SF | Estados Unidos | Los Angeles D-Fenders   | Los Angeles Lakers             |
| 8    | Denham Brown†          | SG-SF | Canadá         | Tulsa 66ers             | Connecticut                    |
| 9    | PJ Ramos†              | C     | Puerto Rico    | Idaho Stampede          | Roanoke Dazzle (NBA D-League)  |
| 10   | Darius Washington, Jr. | PG/SG | Estados Unidos | Austin Toros            | ČEZ Nymburk                    |
| 11   | Brandon Bowman         | SF    | Estados Unidos | Bakersfield Jam         | Georgetown                     |
| 12   | Troy Bell†             | PG    | Estados Unidos | New Mexico Thunderbirds | Skyliners Frankfurt (Alemania) |

### Segunda ronda
| Pick | Jugador            | Pos.  | Nacionalidad           | Equipo                  | Universidad / Club       |
| ---- | ------------------ | ----- | ---------------------- | ----------------------- | ------------------------ |
| 13   | Jamaal Thomas      | SF-PF | Estados Unidos         | New Mexico Thunderbirds | Angelo State*            |
| 14   | Tony Bobbitt       | SG-SF | Estados Unidos         | Bakersfield Jam         | Air Avellino (Italia)    |
| 15   | B.J. Elder         | SF    | Estados Unidos         | Austin Toros            | Giessen 46ers (Alemania) |
| 16   | Eddie Robinson     | SG-SF | Estados Unidos         | Idaho Stampede          | Chicago Bulls            |
| 17   | Nate Williams      | PF-C  | Estados Unidos         | Tulsa 66ers             | Georgia State            |
| 18   | Aloysius Anagonye  | SF/PF | Estados Unidos Nigeria | Los Angeles D-Fenders   | DKV Joventut             |
| 19   | Badou Gaye         | C     | Senegal                | Arkansas RimRockers     | Gwynedd-Mercy            |
| 20   | Quemont Greer      | SG-SF | Estados Unidos         | Dakota Wizards          | DePaul                   |
| 21   | Jeremy Richardson† | SG-SF | Estados Unidos         | Fort Worth Flyers       | Delta State              |
| 22   | Von Wafer†         | SG    | Estados Unidos         | Colorado 14ers          | Los Angeles Lakers       |
| 23   | DeSean Hadley      | G     | Estados Unidos         | Sioux Falls Skyforce    | Eastern Michigan         |
| 24   | Andre Owens†       | SG    | Estados Unidos         | Anaheim Arsenal         | Utah Jazz                |

### Tercera ronda
| Pick | Jugador           | Pos.  | Nacionalidad             | Equipo                  | Universidad / Club     |
| ---- | ----------------- | ----- | ------------------------ | ----------------------- | ---------------------- |
| 25   | Tyler Smith       | F     | Estados Unidos           | Anaheim Arsenal         | Penn State             |
| 26   | Frankie Williams  | PG    | Estados Unidos           | Sioux Falls Skyforce    | Chicago Bulls          |
| 27   | Eugene Jeter      | PG    | Estados Unidos           | Colorado 14ers          | Portland               |
| 28   | David Logan       | PG/SG | Estados Unidos · Polonia | Fort Worth Flyers       | Hapoel Ramat HaSharon  |
| 29   | Brandon Armstrong | SG    | Estados Unidos           | Dakota Wizards          | Roseto Sharks {Italia} |
| 30   | Jason Smith       | F     | Estados Unidos           | Arkansas RimRockers     | Mississippi            |
| 31   | Akin Akingbala    | F     | Nigeria                  | Los Angeles D-Fenders   | Clemson                |
| 32   | Mike Hall         | F     | Estados Unidos           | Tulsa 66ers             | George Washington      |
| 33   | Dexter Lyons      | SF    | Estados Unidos           | Idaho Stampede          | Central Florida        |
| 34   | Brock Gillespie   | PG    | Estados Unidos           | Austin Toros            | Rice                   |
| 35   | Yuta Tabuse       | PG    | Japón                    | Bakersfield Jam         | Phoenix Suns           |
| 36   | Eddy Fobbs        | F-C   | Estados Unidos           | New Mexico Thunderbirds | Sam Houston State      |

### Cuarta ronda
| Pick | Jugador          | Pos.  | Nacionalidad               | Equipo                  | Universidad / Club           |
| ---- | ---------------- | ----- | -------------------------- | ----------------------- | ---------------------------- |
| 37   | Manuel Narváez   | C     | Estados Unidos Puerto Rico | New Mexico Thunderbirds | Baloncesto Superior Nacional |
| 38   | Anthony Coleman  | PF    | Estados Unidos             | Bakersfield Jam         | Albuquerque Thunderbirds     |
| 39   | Walter Waters    | C     | Estados Unidos             | Austin Toros            | Detroit Panthers (PBL)       |
| 40   | Jeff Graves      | SF    | Estados Unidos             | Idaho Stampede          | Kansas City Knights (ABA)    |
| 41   | Mike Benton      | C     | Estados Unidos             | Tulsa 66ers             | Colorado 14ers               |
| 42   | Travis Garrison  | SG    | Estados Unidos             | Los Angeles D-Fenders   | Maryland                     |
| 43   | Ricky Shields    | PG    | Estados Unidos             | Arkansas RimRockers     | Rutgers                      |
| 44   | Renaldo Major    | SF    | Estados Unidos             | Dakota Wizards          | Golden State Warriors        |
| 45   | Trent Strickland | F     | Estados Unidos             | Fort Worth Flyers       | Wake Forest                  |
| 46   | Julian Sensley   | F     | Estados Unidos             | Colorado 14ers          | Hawaiʻi                      |
| 47   | Jeff Varem       | SG-SF | Nigeria                    | Sioux Falls Skyforce    | Washington State             |
| 48   | Greg Clausen     | C     | Estados Unidos             | Anaheim Arsenal         | Marquette                    |

### Quinta ronda
| Pick | Jugador                | Pos.  | Nacionalidad           | Equipo                  | Universidad / Club             |
| ---- | ---------------------- | ----- | ---------------------- | ----------------------- | ------------------------------ |
| 49   | Carl Edwards           | SG-SF | Estados Unidos         | Anaheim Arsenal         | Charleston                     |
| 50   | Mahmoud Abdul-Awwel    | PG/SG | Estados Unidos Camboya | Sioux Falls Skyforce    | Arizona                        |
| 51   | Bakari Hendrix         | PF    | Estados Unidos         | Colorado 14ers          | Benfica (Portugal)             |
| 52   | Anderson Ferreira      | F     | Brasil                 | Fort Worth Flyers       | Brasil                         |
| 53   | Dontell Jefferson      | SG    | Estados Unidos         | Dakota Wizards          | Arkansas                       |
| 54   | G.J. Macon             | PF    | Estados Unidos         | Arkansas RimRockers     | Alaska - Anchorage             |
| 55   | Nate Johnson           | PG    | Estados Unidos         | Los Angeles D-Fenders   | Los Angeles Lakers             |
| 56   | Denham Brown†          | SG-SF | Canadá                 | Tulsa 66ers             | Connecticut                    |
| 57   | PJ Ramos†              | C     | Puerto Rico            | Idaho Stampede          | Roanoke Dazzle (NBA D-League)  |
| 58   | Darius Washington, Jr. | PG/SG | Estados Unidos         | Austin Toros            | ČEZ Nymburk                    |
| 59   | Brandon Bowman         | SF    | Estados Unidos         | Bakersfield Jam         | Georgetown                     |
| 60   | Troy Bell†             | PG    | Estados Unidos         | New Mexico Thunderbirds | Skyliners Frankfurt (Alemania) |